# شورلاین پارک (میسیسیپی)
شورلاین پارک (به انگلیسی: Shoreline Park) یک منطقهٔ مسکونی در ایالات متحده آمریکا است که در شهرستان هنکاک، میسیسیپی واقع شده‌است. شورلاین پارک ۲۰٫۸ کیلومتر مربع مساحت و ۴٬۰۵۸ نفر جمعیت دارد.